# Czeriomuszki
Czeriomuszki (ros. Черёмушки) – rosyjskie osiedle typu miejskiego w Republice Chakasji. W Czeriomuszkach mieszka ok. 9 tys. osób (2009). Miejscowość jest położona nieopodal Sajańsko-Szuszeńskiej elektrowni wodnej. W Czeriomuszkach raz na godzinę kursuje tramwaj.